# Xercès Louis
Xercès Louis (31 d'octubre de 1926 - 1978) fou un futbolista francès.

## Selecció de França
Va formar part de l'equip francès a la Copa del Món de 1954. He won 12 caps for France between 1954 and 1956.